# E-Side
E-Side è un EP del duo musicale giapponese Yoasobi, pubblicato nel 2021.

## Tracce
Testi e musiche di Ayase, traduzione di Konnie Aoki.
1. Into the Night – 4:19
2. Haven't – 4:16
3. Monster – 3:25
4. Comet – 3:33
5. RGB – 3:39
6. Encore – 4:30
7. Blue – 4:06
8. Tracing a Dream – 4:01

## Formazione
- Ayase - produzione
- Ikura - voce